# Мохаддем, Садук
Садук Мохаддем (24 апреля 1914, Тунис, протекторат Тунис — 1993) — тунисский государственный деятель, председатель Палаты представителей Туниса (1964—1981).

## Биография
Окончил лицей Карно в Тунисе, специализировался в области арабского языка и литературы. Затем изучал медицину в Монпелье и в Париже, после сдачи государственного экзамена получил докторскую степень. Ещё будучи президентом Ассоциации североафриканских студентов во Франции увлекся идеями движения Нео Дустур, вступив в эту партию в 1934 г.
В 1940 г., после заключения франко-германского перемирия, вернулся в Тунис. Работал в качестве помощника врача в больнице Садики. Вел большую волонтерскую работу как президент ассоциации «Jeunesse Scolaire», занимавшуюся после Второй мировой войны организацией лагерей отдыха для детей школьного возраста.
В начале 1950-х гг. как член руководства партии Нео Дестур, был арестован и выслан в лагерь Татуин. После освобождения в 1952 г. стал руководителем Второго бюро этой партии, автор специального доклада по реформированию франко-тунисских отношений.
- 1954—1955 гг. — министр юстиции,
- 1955—1956 гг. — министр здравоохранения,
- 1956—1857 гг. — посол в Египте,
- 1962—1964 гг. — посол во Франции,
- 1964—1981 гг. — председатель Палаты представителей Туниса.

В его честь была переименована улица Комиссии, имя политика присвоено главной больнице его родного острова Джерба.